# Klaus Dieter Meischner
Dieter Meischner, auch Klaus-Dieter Meischner, (* 21. November 1934 in Braunschweig; † 24. Mai 2012 in Göttingen) war ein deutscher Geologe und Paläontologe.
Meischner besuchte das Gymnasium in Braunschweig (Abitur 1955) und studierte ab 1955 Geologie, Paläontologie und Zoologie an der Universität Göttingen, an der er 1960 sein Diplom als Geologe erwarb und 1961 promoviert wurde (Rhenaer Kalk und Posidonienkalk im Kulm des nordöstlichen Rheinischen Schiefergebirges und der Kohlenkalk von Schreufa (Eder)). Danach war er Assistent in Göttingen und habilitierte sich dort 1966. Er war seit 1970 Professor für Geologie und Paläontologie an der Universität Göttingen, Leiter der Abteilung Sedimentgeologie. 1974/75 weilte er mit einem Akademie-Stipendium der Volkswagenstiftung an der Bermuda Biological Station for Research. 2000 emeritierte er. Meischner betrieb ein eigenes geologisches Consulting-Büro (HydroMare).
Dieter Meischner kartierte insbesondere im Kellerwald und befasste sich mit dessen Tektonik. Ein Schwerpunkt seiner Forschung war die sedimentäre Meeresgeologie, wo er unter anderem auf Bermuda, in der Adria, im Roten Meer und am Great-Barrier-Reef aktuogeologisch forschte. Er befasst sich auch mit Konstruktion von Geräten zur Meeresgeologie, Meeresspiegelschwankungen und klimatische Schwankungen in den marinen Sedimentaufzeichnungen (z. B. Rotes Meer in den letzten 130.000 Jahren), Erhaltungsbedingungen von Fossillagerstätten (Taphonomie), Stratigraphie von Devon und Karbon im Rheinischen Schiefergebirge und Harz, Unterkarbon in Irland und Wales, Hydrogeologie und nahm an verschiedenen Meteor- und Polarstern(Antarktis)-Expeditionen teil.
Er forschte und grub in den 1950er-Jahren in der Einhornhöhle im Harz und im Pliozän der Tongrube Willershausen.
1996 erhielt er die Gustav-Steinmann-Medaille für innovative und fachübergreifende Arbeiten zur Geologie fossiler und rezenter Sedimente (Laudatio). 1969 erhielt er den Ludwig-Credner-Preis der Deutschen Geologischen Gesellschaft, 1975 den Kidric-Preis der Slowenischen Akademie der Wissenschaften.
Er war seit 1961 verheiratet und hatte drei Kinder.

## Schriften
- Kleine Geologie des Kellerwaldes, Jahresberichte und Mitteilungen der oberrheinischen geologischen Vereinigung, Neue Folge, Band 73, 1991, S. 115–142
- Rhenaer Kalk und Posidonienkalk im Kulm des nordöstlichen Rheinischen Schiefergebirges und der Kohlenkalk von Schreufa (Eder), Abh. des Hessischen Landesamts für Bodenforschung, Nr. 39, 1962 (=Dissertation)
- Allodapische Kalke, Turbidite in Riff-nahen Sedimentationsbecken.- In: A.H. Bouma & A. Brouwer (Hrsg.): Tubidites. Developments in Sedimentology, 3, Amsterdam (Elsevier) 1964, S. 156–191
- mit J. Schneider Art und Alter des Deckdiabas-Vulkanismus im Kellerwald, Geologie, Band 16, 1967, S. 5–28
- als Herausgeber: Europäische Fossillagerstätten, Springer 2000